# Monte Mario (romanzo)
Monte Mario è un romanzo di Carlo Cassola pubblicato da Rizzoli nel 1973. Nello stesso anno, il libro ha vinto il Premio Selezione Campiello.

## Trama
(Monte Mario, Carlo Cassola)
La storia è ambientata a Roma negli anni settanta dove Mario Varallo, un ufficiale dei Carabinieri, in seguito alla nomina a capitano appena ricevuta, si appresta a festeggiare. Un mercoledì sera si presenta a casa sua, nel quartiere delle caserme, la sua ex fidanzata Elena Raicevic che gli chiede di ospitarla per una notte. La permanenza nel piccolo alloggio da scapolo di Mario si protrarrà per quattro settimane e la convivenza diventa ogni giorno più difficile. Elena è una ragazza dal temperamento difficile: bella, ricca e viziata continua a provocare Mario, che è di temperamento eccitabile e che è ancora innamorato di lei, con le sue attrattive femminili, ma rifiuta qualunque approccio e costringe Mario ad un comportamento casto. Mario sopporta per un po' ma dopo qualche settimana, estenuato, tenta di usarle violenza. Elena gli si rivolta contro con ferocia e minaccia di ammazzarlo. Una sera, nel rientrare a casa in anticipo, Mario trova che Elena se n'è andata ma, dopo lo sgomento e il dispiacere, con il tempo si rassegna. Un giorno la incontra in centro e, malgrado i pianti e la disperata confessione di lei, vuole convincersi che non l'ama più.